# Йохан Филип Екберт фон Далберг
Йохан Филип Екберт фон Далберг (на немски: Johann Philipp Eckbert von Dalberg; * ок. 1639; † 1692) е немски благородник от фамилията „кемерер на Вормс“, фрайхер на Далберг при Бад Кройцнах.
Той е син на фрайхер Волфганг Хартман Кемерер фон Вормс-Далберг (1605 – 1654) и съпругара му Мария Ехтер фон Меспелбрун († 1663), дъщеря на Йохан Дитрих Ехтер фон Меспелбрун († 1628) и Анна Катарина фон Далберг (* 1596/1600), дъщеря на Волфганг Фридрих фон Далберг († 1621) и Урсула фон Керпен († 1611).
Фамилията фон Далберг е издигната 1653 г. на имперски фрайхер от император Фердинанд III. Брат е на фрайхер Фридрих Дитрих Кемерер фон Вормс-Далберг († 1712).
Йохан Филип Екберт е от 1667 до 1680 г. домхер в Майнц и от 1671 до 1680 г. домхер във Вюрцбург, напуска двете служби и става обер-амтман в Бишофсхайм. 
Той се жени на 16 май 1684 г. за Мария Магдалена фон Далберг (* 30 септември 1658; † 22 май 1740 в Майнц, погребана в или при „Св. Квинтин“ в Майнц), дъщеря на Волфганг Еберхард I фон Далберг (1614 – 1676) и Мария Ева фон Далберг (1612 – 1662/1677), дъщеря на фрайхер Волфганг Фридрих I фон Далберг (1565 – 1621) и втората му съпруга Маргарета Кунигунда Льов фон Щайнфурт († 1626), дъщеря на Георг Льов фон Щайнфурт и Анна фон Грайфенклау цу Фолрадс.
Йохан Филип Екберт фон Далберг е погребан в капелата Мария във Вюрцбург, където и днес е неговият епитаф.